# ديفيد همفريز (محامي)
ديفيد همفريز (بالإنجليزية: David Humphreys)‏ هو لاعب اتحاد الرغبي ومحامي بريطاني، ولد في 10 سبتمبر 1971 في بلفاست في المملكة المتحدة.

## وصلات خارجية
- ديفيد همفريز على موقع دوري الرغبي الممتاز (الإنجليزية)
- ديفيد همفريز عل موقع إسبنسكروم (الإنجليزية)
- ديفيد همفريز على موقع ItsRugby.co.uk (الإنجليزية)